# Cantón de Levroux
El cantón de Levroux es una circunscripción electoral francesa del departamento de Indre, parte de la región de Centro-Valle del Loira.
A partir de la reforma de 2013 los cantones en Francia dejaron de ser subdivisiones administrativas y solo existen en el contexto de elecciones departamentales.

## Composición
El cantón agrupa 33 comunas y la fracción de Saint Maur.

## Demografía
| 1962  | 1968  | 1975  | 1982  | 1990  | 1999  | 2006  | 2007  |
| ----- | ----- | ----- | ----- | ----- | ----- | ----- | ----- |
| 7 311 | 8 075 | 7 569 | 7 795 | 7 549 | 7 182 | 7 269 | 7 294 |